# Tante Lolotte

Tante Lolotte est un film muet français réalisé par Léonce Perret et sorti en 1915.

## Fiche technique
- Réalisation : Léonce Perret
- Société de production : Société des Établissements L. Gaumont
- Pays d'origine : France
- Format : Muet - Noir et blanc
- Genre : Comédie
- Année de sortie : 1915

## Distribution
- Léonce Perret
- Alice Tissot